# Progarypus peruanus
Espèce
Progarypus peruanus est une espèce de pseudoscorpions de la famille des Hesperolpiidae.

## Distribution
Cette espèce est endémique de la région de Puno au Pérou. Elle se rencontre vers Puno.

## Étymologie
Son nom d'espèce lui a été donné en référence au lieu de sa découverte, le Pérou.

## Publication originale
- Beier, 1959 : Zur Kenntnis der Pseudoscorpioniden-Fauna des Andengebietes. Beiträge zur Neotropischen Fauna, vol. 1, p. 185-228.